# Alice Nahon
Alice Nahon (Antwerpen, 16 augustus 1896 - aldaar, 21 mei 1933) was een Antwerpse dichteres. 
In Vlaanderen is Nahon wellicht het meest bekend van de versregels van haar Avondliedeke III:
't is goed in 't eigen hert te kijken, nog even vóór het slapengaan,
of ik van dageraad tot avond, geen enkel hert heb zeer gedaan, ...
Haar vader was Nederlander en boekhandelaar in Antwerpen. Haar moeder, Julia Gijsemans, was afkomstig van Putte bij Mechelen en was een gediplomeerde onderwijzeres. Alice was derde in een gezin van elf kinderen. Van 1911 tot 1913 ging ze naar de landbouw-huishoudschool te Overijse in Vlaams-Brabant, het huidige Sint-Martinuscollege dat later een schoolgebouw naar haar vernoemde. Vanaf haar achttiende werkte ze korte tijd als leerling-verpleegster in het Stuivenberg-ziekenhuis te Antwerpen. Kort voor het uitbreken van de Eerste Wereldoorlog werd ze ernstig ziek. Ze werd jarenlang behandeld als tuberculose-patiënte maar in feite leed ze aan chronische bronchitis en depressiviteit. Mogelijk had ze ook een aangeboren hartafwijking. Van juni 1917 tot december 1922 verbleef ze in het Sint-Jozefintituut, een sanatorium in Tessenderlo. Toch schreef zij in die periode twee dichtbundels: Vondelingskens (1920) en Op zachte vooizekens (1921), die haar een enorme populariteit bezorgden. Een aantal van deze gedichten verschenen eerst in tijdschriften zoals De Schelde, een Vlaams-nationalistisch dagblad. Tijdens de jaren twintig had ze verschillende korte relaties, o.m. met de avant-gardist Michel Seuphor, de Belgische journalist en publicist Paul Pée en de Limburgse poète maudit, Jef Leynen.
Na verblijven in Italië en Frankrijk ging ze vanaf 1927 werken in de stadsbibliotheek van Mechelen tot ze wegens haar wankele gezondheid eind 1930 op pensioen werd gesteld. Met de bundel Schaduw (1928) wilde ze zich tevergeefs afzetten tegen haar zoetgevooisd imago en tegen de kritiek van onder anderen Paul van Ostaijen en Martinus Nijhoff. Begin jaren dertig verbleef ze in Mortsel in de kapelwoning van Kasteel Cantecroy. In haar laatste levensjaar woonde ze in de Carnotstraat in Antwerpen; onderzoek in de bevolkingsregisters heeft uitgewezen dat alleen haar Engelse vriendin, Sylvia Newton, daar ingeschreven was. De dichtbundel Maart-April verscheen postuum (1936). Ze kreeg een graf in een ereperk op Schoonselhof.
In de gemeente Putte is een lagere school naar haar genoemd. In de gemeenten Zwijndrecht, Melsele (Beveren) en Zolder (Heusden-Zolder) is er een Alice Nahonlaan. De gemeenten Zele, Putte, Belsele (Sint-Niklaas) en Beernem en het district Ekeren (Antwerpen) hebben een Alice Nahonstraat. Een Alice Nahonlei is te vinden in Schoten en Mortsel. Mechelen kent een Alice Nahonplein. Ook in het Nederlandse Rijen (Gilze en Rijen) is er een Alice Nahonstraat. In de gemeente Overijse staat het borstbeeld van Nahon. In Oostduinkerke is een Alice Nahonsquare te vinden.

## Bibliografie

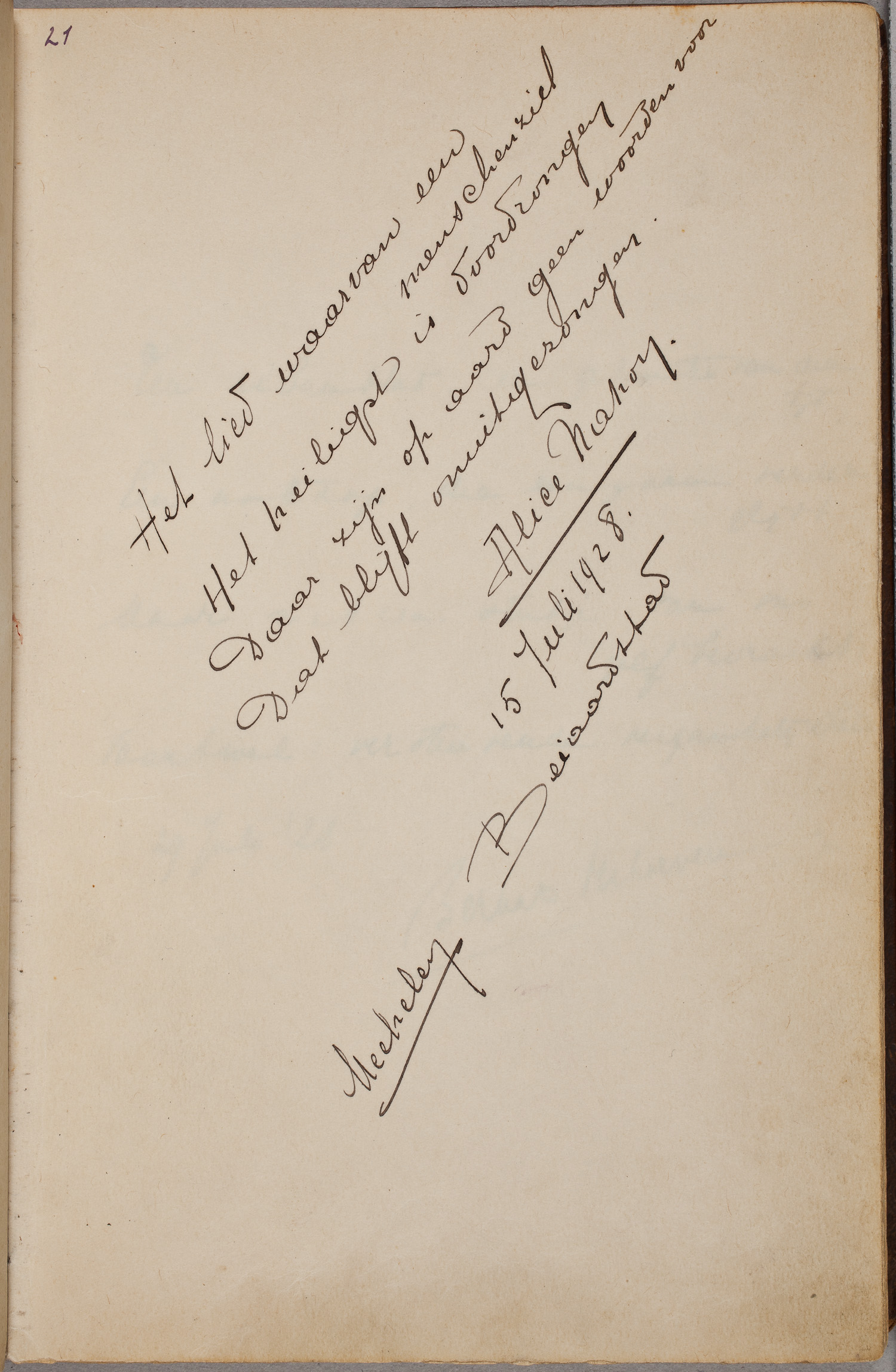
Handschrift van Nahon (1928)